# Persona 3 The Movie
Persona 3 The Movie är en japansk filmserie som produceras av Anime International Company och distribueras av Aniplex. Seriens handling baseras på TV-spelet Shin Megami Tensei: Persona 3 som utvecklades av Atlus till TV-spelkonsolen Playstation 2 år 2006. De ursprungliga japanska röstskådespelarna från spelet medverkar i filmerna och spelets kompositör Shōji Meguro står för filmmusiken.
Den första delen i filmserien tillkännagavs i eftertexterna för filmen Persona 4 The Animation -The Factor of Hope- (ペルソナ4 the Animation -the Factor of Hope-?) den 9 juni 2012 och varje uppföljare har tillkännagivits i eftertexterna på sin föregångare.

## Filmer
| Film                                                     | Biopremiär       |
| -------------------------------------------------------- | ---------------- |
| Persona 3 The Movie: Chapter 1, Spring of Birth          | 23 november 2013 |
| Persona 3 The Movie: Chapter 2, Midsummer Knight's Dream | 7 juni 2014      |
| Persona 3 The Movie: Chapter 3, Falling Down             | 4 april 2015     |
| Persona 3 The Movie: Chapter 4, Winter of Rebirth        | 23 januari 2016  |

## Rollista
| Karaktärer       | Filmer                     | Filmer                              | Filmer                  | Filmer                       |
| Karaktärer       | Chapter 1, Spring of Birth | Chapter 2, Midsummer Knight's Dream | Chapter 3, Falling Down | Chapter 4, Winter of Rebirth |
| ---------------- | -------------------------- | ----------------------------------- | ----------------------- | ---------------------------- |
| Huvudroller      |                            |                                     |                         |                              |
| Makoto Yuki      | Akira Ishida               | Akira Ishida                        | Akira Ishida            | Akira Ishida                 |
| Yukari Takeba    | Megumi Toyoguchi           | Megumi Toyoguchi                    | Megumi Toyoguchi        | Megumi Toyoguchi             |
| Junpei Iori      | Kōsuke Toriumi             | Kōsuke Toriumi                      | Kōsuke Toriumi          | Kōsuke Toriumi               |
| Mitsuru Kirijo   | Rie Tanaka                 | Rie Tanaka                          | Rie Tanaka              | Rie Tanaka                   |
| Akihiko Sanada   | Hikaru Midorikawa          | Hikaru Midorikawa                   | Hikaru Midorikawa       | Hikaru Midorikawa            |
| Fuuka Yamagishi  | Mamiko Noto                | Mamiko Noto                         | Mamiko Noto             | Mamiko Noto                  |
| Shinjiro Aragaki | Kazuya Nakai               | Kazuya Nakai                        | Kazuya Nakai            | Kazuya Nakai                 |
| Aigis            |                            | Maaya Sakamoto                      | Maaya Sakamoto          | Maaya Sakamoto               |
| Ken Amada        |                            | Megumi Ogata                        | Megumi Ogata            | Megumi Ogata                 |
| Biroller         |                            |                                     |                         |                              |
| Igor             | Isamu Tanonaka             | Isamu Tanonaka                      | Isamu Tanonaka          | Isamu Tanonaka               |
| Elizabeth        | Miyuki Sawashiro           | Miyuki Sawashiro                    | Miyuki Sawashiro        | Miyuki Sawashiro             |
| Pharos           | Akira Ishida               | Akira Ishida                        | Akira Ishida            | Akira Ishida                 |
| Shuji Ikutsuki   | Hideyuki Hori              | Hideyuki Hori                       | Hideyuki Hori           | Hideyuki Hori                |
| Natsuki Moriyama | Yuka Komatsu               |                                     |                         |                              |
| Ryoji Mochizuki  |                            |                                     | Akira Ishida            | Akira Ishida                 |
| Antagonister     |                            |                                     |                         |                              |
| Takaya Sakaki    |                            | Nobutoshi Canna                     | Nobutoshi Canna         | Nobutoshi Canna              |
| Jin Shirato      |                            | Masaya Onosaka                      | Masaya Onosaka          | Masaya Onosaka               |
| Chidori Yoshino  |                            | Miyuki Sawashiro                    | Miyuki Sawashiro        | Miyuki Sawashiro             |

## Utgivning
Den första filmen släpptes på DVD och Blu-ray den 14 maj 2014 i Japan och den 20 maj i Europa som import med engelska undertexter. Den släpptes i två versioner; en utgåva som innehåller filmen, trailrar, reklamsnuttar och ljudkommentering, samt en annan utgåva som inkluderar föregående nämnda tillsammans med bland annat filmens soundtrack, klistermärken och illustrationer.
Den 11 mars 2015 släpptes den andra filmen på DVD och Blu-ray i Japan med fyra minuters material som inte visades på bio.

## Musik
Filmseriens kompositör är Shōji Meguro, som också komponerade spelets musik. I den andra och tredje filmen medverkar samarbetar han med Tetsuya Kobayashi. Den japanska sångerskan Yumi Kawamura sjunger den första filmens huvudtema, More Than One Heart, och den japanska rapparen Lotus Juice sjunger den andra filmens huvudtema Fate is In Our Hands, medan båda medverkar i den tredje filmens huvudtema.
Alla låtar är komponerade av Shōji Meguro.
| 1.           | More Than One Heart                                | Yumi Kawamura | 05:11 |
| 2.           | Burn My Dread-Spring of Birth ver -                | Yumi Kawamura | 03:22 |
| 3.           | More Than One Heart (instrumental)                 | –             | 05:11 |
| 4.           | Burn My Dread-Spring of Birth ver - (instrumental) | –             | 03:22 |
| Total längd: | Total längd:                                       | Total längd:  | 17:06 |

| 1.           | Fate is In Our Hands                        | Lotus Juice  | 04:46 |
| 2.           | Mass Destruction -Lotus Juice Remix-        | Lotus Juice  | 04:25 |
| 3.           | Deep Breath Deep Breath -Lotus Juice Remix- | Lotus Juice  | 05:16 |
| 4.           | Fate is In Our Hands -karaoke ver.-         | –            | 04:45 |
| Total längd: | Total längd:                                | Total längd: | 19:12 |

| 1.           | Light in Starless Sky                         | Yumi Kawamura, Lotus Juice | 4:10  |
| 2.           | Sakerarenu Tatakai -Power Mix-                |                            | 4:56  |
| 3.           | Living With Determination -Mellow Velvet Mix- |                            | 4:41  |
| 4.           | Light in Starless Sky -Karaoke Ver.-          | –                          | 4:09  |
| Total längd: | Total längd:                                  | Total längd:               | 17:56 |

| 1.           | My Testimony                                 | Yumi Kawamura              | 6:20  |
| 2.           | Memories of You (Remix)                      | Yumi Kawamura              | 6:02  |
| 3.           | Burn My Dread -Last Battle- (Future Arrange) | Yumi Kawamura, Lotus Juice | 5:04  |
| 4.           | My Testimony -Karaoke Ver.-                  | –                          | 6:19  |
| Total längd: | Total längd:                                 | Total längd:               | 23:45 |